# مهرچند ماهاجان
مهرچند ماهاجان (انگلیسی: Mehr Chand Mahajan; ۲۳ دسامبر ۱۸۸۹ – ۱۱ دسامبر ۱۹۶۷) سیاست‌مدار اهل هند بود.
او سومین قاضی دادگاه عالی هند بود و قبل از آن او نخست‌وزیر ایالت جامو و کشمیر در زمان سلطنت مهاراجه هاری سینگ بود و نقش کلیدی در الحاق این ایالت به هند داشت.
او نامزد کنگره ملی هند در کمیسیون رادکلیف بود که مرزهای هند و پاکستان را مشخص کرد.
ماهاجان نام خود را به عنوان یک وکیل ماهر، یک قاضی محترم و یک سیاستمدار بانفوذ بر سر زبان‌ها انداخت. او به عنوان یک قاضی قاطع و صریح بود و اعتبار زیادی در قضاوت‌های برجسته خود داشت.

## اوایل زندگی
مهرچند ماهاجان در ۲۳ دسامبر ۱۸۸۹ در تیکا ناگروتا در منطقه کانگرا در پنجاب، هند بریتانیا (اکنون در هیماچال پرادش) به دنیا آمد. پدرش، لالا بریج لال، یک وکیل دادگستری بود که بعدها یک دفتر حقوقی مشهور در دارمسالا تأسیس کرد.
پس از اتمام دوره راهنمایی، ماهاجان برای تحصیل در کالج دولتی لاهور رفت و در سال ۱۹۱۰ فارغ‌التحصیل شد. در مقطع کارشناسی ارشد شیمی ثبت نام کرد. اما به دنبال متقاعد کردن پدرش به حقوق روی آورد. او در سال ۱۹۱۲ مدرک .LL B گرفت.

## شغل وکالت
ماهاجان کار خود را به عنوان وکیل در سال ۱۹۱۳ در دارمسالا آغاز کرد و یک سال در آنجا به کارآموزی پرداخت. او چهار سال بعد (۱۹۱۴–۱۹۱۸) را به عنوان وکیل در گورداسپور گذراند. سپس از سال ۱۹۱۸ تا ۱۹۴۳ در لاهور وکالت کرد. در طول مدت حضورش در آنجا، او به عنوان رئیس کانون وکلای دادگاه عالی لاهور (۱۹۳۸ تا ۱۹۴۳) خدمت کرد.

## قاضی دادگاه عالی پنجاب
او در دادگاه عالی پنجاب پیش از استقلال، قاضی شد. در حالی که او در آنجا خدمت می‌کرد، مهاراجه جامو و کشمیر از او خواست تا نخست‌وزیر خود را برای مذاکرات مربوط به ادغام با هند انتخاب کند.

## نخست‌وزیر جامو و کشمیر
ماهاجان به دعوت ماهارانی در سپتامبر ۱۹۴۷ از کشمیر بازدید کرد و از او خواسته شد که نخست‌وزیر جامو و کشمیر شود که او پذیرفت. در ۱۵ اکتبر ۱۹۴۷، ماهاجان به عنوان نخست‌وزیر جامو و کشمیر منصوب شد و نقشی در الحاق این ایالت به هند داشت. جامو و کشمیر در اکتبر ۱۹۴۷ به هند ملحق شد و ماهاجان به این ترتیب اولین نخست‌وزیر ایالت جامو و کشمیر هند شد و تا ۵ مارس ۱۹۴۸ در آن پست خدمت کرد.

## رئیس دادگاه عالی هند
ماهاجان در ۴ ژانویه ۱۹۵۴ به عنوان سومین رئیس دادگستری هند روی کار آمد. او تقریباً یک سال تا زمان بازنشستگی در ۲۲ دسامبر ۱۹۵۴ (بازنشستگی اجباری در سن ۶۵ سالگی)، رئیس سیستم قضایی هند بود. قبل از اینکه رئیس دادگاه شود، او به عنوان یکی از اولین قضات دادگاه عالی هند مستقل از ۴ اکتبر ۱۹۴۸ تا ۳ ژانویه ۱۹۵۴ خدمت کرد.

## سایر اقدامات و سمت‌های قابل توجه
- مدیر بانک ملی پنجاب، ۱۹۳۳–۱۹۴۳
- رئیس کالج DAV، کمیته مدیریت، ۱۹۳۸–۱۹۴۳
- همکار و سندیک، دانشگاه پنجاب، ۱۹۴۰–۱۹۴۷
- قاضی، دادگاه عالی لاهور، ۱۹۴۳
- رئیس جلسه بمبئی انجمن محصولات میوه ای هند، ۱۹۴۵
- عضو کمیسیون شورش RIN، ۱۹۴۶
- دوان ایالت جامو و کشمیر ۱۹۴۷
- قاضی، دادگاه عالی پنجاب شرقی
- رئیس کمیسیون مرز پنجاب، ۱۹۴۷
- سندیک، دانشگاه پنجاب شرقی، ۱۹۴۷–۱۹۵۰
- مشاور قانون اساسی اعلیحضرت مهاراجه بیکانر، ۱۹۴۸
- عضو هیئت توسعه میوه، پنجاب
- رئیس کمیسیون بلگاوم (اختلاف بین کارناتاکا و ماهاراشترا)، ۱۹۶۷